# Brandan Meibom
Brandan Meibom (ur. 14 stycznia 1678 w Helmstedt, zm. 16 października 1740 tamże) – niemiecki patolog, symptomatolog i botanik, profesor Uniwersytetu w Helmstedt, dyrektor ogrodu botanicznego w Helmstedt. 

## Życiorys
Pochodził ze starego dolnosaksońskiego rodu Meibom. Jego ojcem był Heinrich Meibom a bratem  Hermann Dietrich Meibom. 20 września 1695 roku został najpierw przyjęty na uniwersytet w Helmstedt i jeszcze w tym samym roku wyjechał do Lejdy. W 1699 roku powrócił na krótko do Helmstedt i ponownie udał się do Holandii. Tytuł doktora medycyny otrzymał na uniwersytecie w Utrechcie po obronie pracy  De externorum medicamentorum operatione et in morbis internis usu, po czym wyjechał do Anglii. Po powrocie do Helmstedt w 1707 roku został powołany na profesora patologii i symptomatologii na  istniejącym tam wówczas uniwersytecie. W 1717 roku został również profesorem botaniki. W tym samym roku jak również w latach 1721, 1725, 1731 i 1735 był prorektorem uniwersytetu na pierwszym semestrze. Uważany jest za zwolennika  tak zwanego kierunku Sydenhama. Później był także radcą dworu hanowerskiego i osobistym lekarzem  księcia  Brunszwiku-Wolfenbüttel.

## Twórczość
- Programma de rei medicae per observationes incremento, earum fallacia & recto usu praelectionibus publicis in Aphorismos Hippocratis praemissum. Helmstedt: 1712
- Programma publicis in pathologiam et semeioticen lectionibus praemissum in Academia Julia. Helmstedt: Hamm, 1717
- Gegründetes Bedencken von einem Menschen welcher im anderem Jahre seines alters von der Schirlings Wurtzel genossen, und hernach beständig taub und stum gewesen. Helmstedt: 1729
- Dissertationes medicae: collectio maxima.

## Jego uczniowie i ich prace doktorskie
- Johann von Lesen: De naturae in conservanda et restituenda sanitate viribus. Helmstedt: Hamm, 1714
- Justus Andreas Richers: De lochiorum suppressione. Helmstedt: Hamm, 1717
- Johann Gottlieb Seelmann: De Animae Ad Restitvendam Sanitatem Impotentia. Helmstedt: Hamm, 1719
- Wilhelm Johann Spies: De vomitoriorum natura atque usu. Helmstedt: Hamm, 1719
- Ernst Friedlieben: Dissertatio inauguralis aegram paralysi laborantem exhibens... Helmstedt: Hamm, 1720
- Johann Jakob Peyer: De apoplexia eiusque generosioribus remediis. Helmstedt: Schnorr, 1723
- Friedrich August Heinse: De provido atque tempestivo medicamentorum evacuantium: usu pro diversitate temporum morborum prudenter instituendo. Helmstedt: Schnorr, 1723
- Jacob Ludovici: De Arsenico. Helmstedt: Schnorr, 1729
- Christian Münden: Dissertatio Inavgvralis Medica Considerans Fvndamenta Brevioris Vitae Qvae In Plerisqve Hvjvs Aevi Hominibvs Observatvr. Helmstedt: Schnorr, 1729
- Johann Christoph Ellerndorff: De Conceptione. Helmstedt: Schnorr, 1731
- Tobias Grove: De tuenda valetudine recens natorum. Helmstedt: Schnorr, 1731
- Gottfried Jacob Jänisch: De usu vaporationum et suffituum in curatione morborum. Helmstedt: Schnorr, 1734
- Johann Brandan Voss: De Cruditatibus ventriculi. Helmstedt: Schnorr, 1735
- Johann L. Henrici: De morbis ex viscido oriundis. Helmstedt: Schnorr, 1737
- Johann G. Noebling: De pilis, eorumque morbis. Helmstedt: Schnorr, 1740
- Samuel Buchholtz: De Epilepsia stomachica, Helmstedt: Schnorr, 1740